# Parc Gucheng

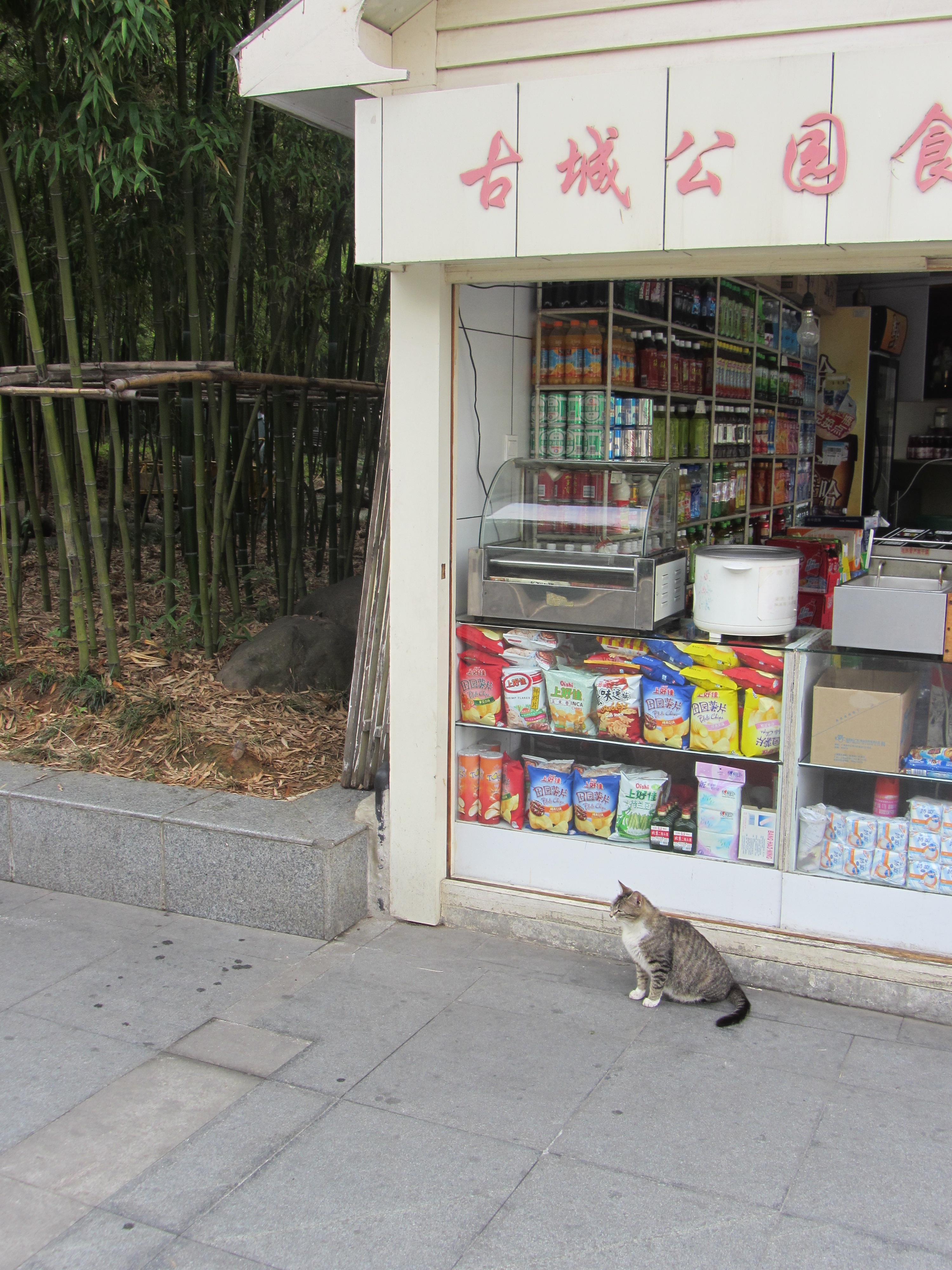

Le parc Gucheng est un parc situé dans le district de Huangpu, à Shanghai, en Chine. Il est situé à l'angle nord-est de la vieille ville de Shanghai (anciennement la ville du sud), à côté du jardin Yu et du temple du dieu de la ville (Chenghuang).

## Aperçu
Le parc Gucheng (chinois simplifié : 古城公园 ; chinois traditionnel : 古城公園 ; pinyin : Gǔchéng gōngyuán) est un grand parc construit en lien avec le développement de la zone de Laochengxiang Yuyuan. C'est aussi le premier espace vert de la zone de Laochengxiang. Le parc a été conçu par l'École d'architecture et d'urbanisme de l'université de Tongji. Les travaux préliminaires ont été effectués en octobre 2001. La construction a commencé le 10 février 2002 et s'est achevée le 31 mai de la même année. Le parc a couté près d'un milliard de yuans,.
Le parc Gucheng se compose de trois espaces verts séparés — A, B et C — qui s'étirent en une bande discontinue orientée est-ouest entre Renmin Road, au nord et à l'est, et Fuyou Road, au sud. Le bloc A, la partie principale de 3,5 hectares, est le plus à l'est, entre Renmin road et Anren Road. Au centre, entre Lishui Road à l'est et Henan South Road à l'ouest, se trouve le bloc B. Il occupe 1,7 hectare. Le bloc C, avec ses 0,8 hectare,, est le plus petit et le plus à l'ouest des trois, entre Henan South Road et Jiucang Street.

## Hunan Money Industry Corporation (沪南钱业公所)

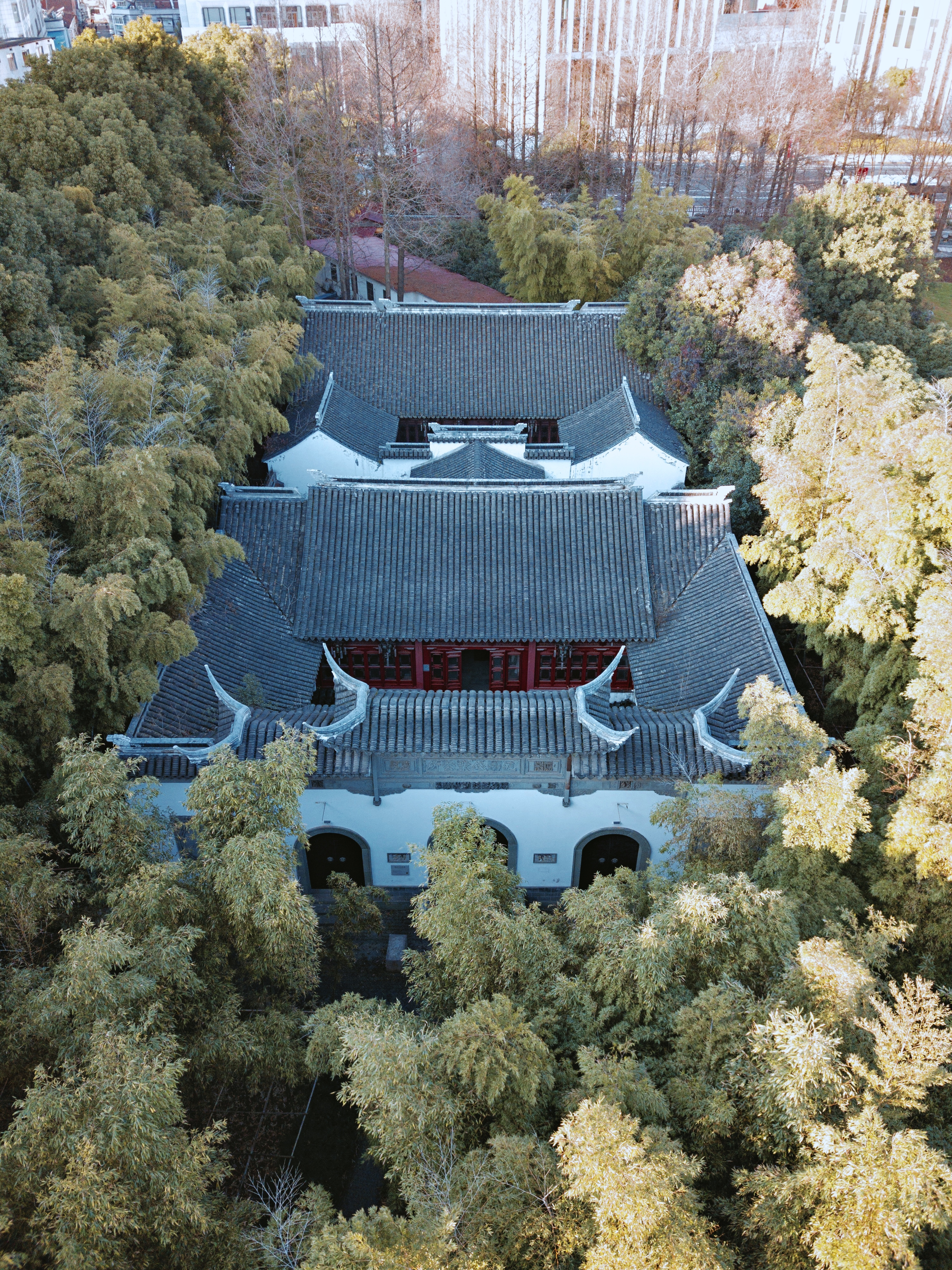
Vue panoramique de Hunan Money Industry Corporation

Le bâtiment de la Hunan Money Industry Corporation (沪南钱业公所), construit en 1883, est situé du côté ouest du bloc A. Le site d'origine était au n ° 133, Shijia Lane, Beishijia Lane, Dadongmenwai. En 2002, la majeure partie du bâtiment a été déplacée dans le parc Gucheng. C'était la première fois que Shanghai déplaçait un bâtiment de la dynastie Qing,. En 2004, il a été inclus dans le quatrième lot de bâtiments historiques exceptionnels à Shanghai.
Le bureau reconstruit de Qianye occupe une superficie de 800 mètres carrés. Il se compose d'une maison de gardien en brique, d'une maison de thé et d'une salle dédiée au Dieu de la richesse, qui sont toutes des structures en bois et en brique.

## Transport
- Bus : 11, 66, 736, 926, 929
- Métro : métro ligne 10, ligne 14 (en cours de planification) station Yuyuan

## Alentours
- Jardin Yu
- Temple du dieu de la ville ( 城隍庙 (cn) Chénghuángmiào )
- Vieille ville (Shanghai)